# Mysidopsis californica
Mysidopsis californica är en kräftdjursart som beskrevs av W. M. Tattersall 1932. Mysidopsis californica ingår i släktet Mysidopsis och familjen Mysidae. Inga underarter finns listade i Catalogue of Life.